# David Copperfield (personaje)
David Copperfield es el protagonista de la novela de Charles Dickens David Copperfield, escrita en 1850. Se cree que el personaje se basa en el propio Dickens, al incorporar muchos elementos de su propia vida.

## Origen
Los académicos consideran que la infancia, la carrera, las amistades y la vida amorosa de David Copperfield están influenciadas por las experiencias de Dickens, especialmente en el tiempo que pasó trabajando en una fábrica cuando era aún un niño. También se reflejan en la vida como abogado y la carrera como escritor de David, basado en las experiencias del escritor. Muchos personajes con los que se relaciona también se basan en personas que Dickens conoció. Se cree que la primera esposa de David, Dora Spenlow, se basa en Maria Beadnell, un amor de juventud de Dickens. Agnes Wickfield, la verdadera heroína de la novela, está inspirada las cuñadas de Dickens, Mary y Georgina Hogarth. Dickens sintió profundamente su falta de educación académica mientras estuvo trabajando la fábrica de betún y, según la biografía autorizada de su amigo y asesor literario John Forster, usó esa experiencia para crear la siuación laboral del protagonista de la obra.

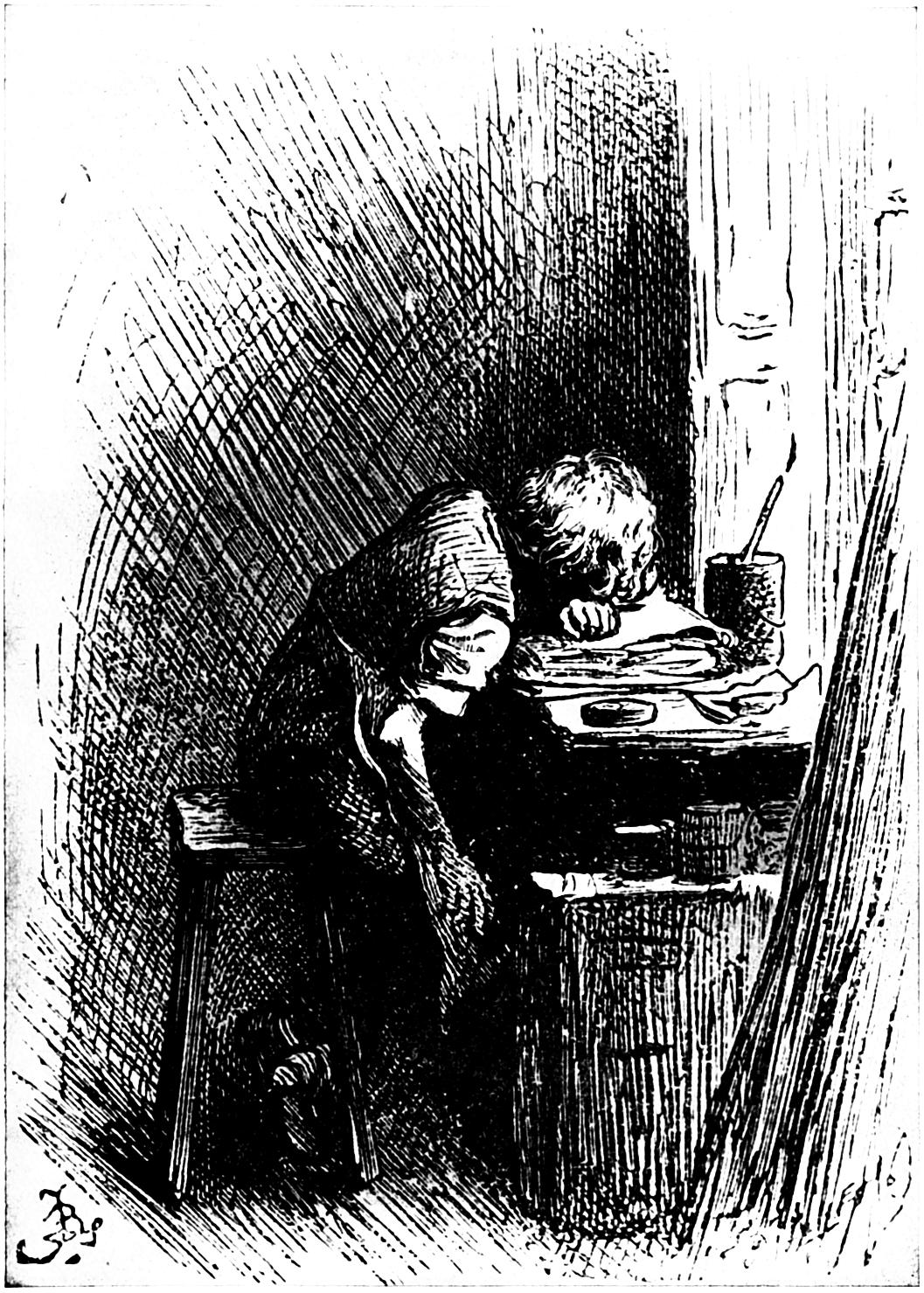
Charles Dickens trabajando en la Fábrica de Betún Warren

Hay, sin embargo, muchas diferencias entre la vida de los dos. David creció en el campo como hijo único, mientras que Dickens era un chico de ciudad con varios hermanos y hermanas. Además, no existió ningún padrastro malvado ni ninguna tía abuela.
A lo largo de la novela, no se suele usar el nombre de David para referirse al protagonista, sino que se le llama Davy, Trot, Trotwood, Copperfield, Daisy y Doady. 

## Representaciones de cine y televisión
| Año  | Título                                    | El joven David Copperfield    | David Copperfield   |
| ---- | ----------------------------------------- | ----------------------------- | ------------------- |
| 1911 | David Copperfield                         | Flora Foster                  | Ed Genung           |
| 1935 | David Copperfield                         | Freddie Bartholomew           | Frank Leyton        |
| 1956 | David Copperfield                         | Leonard Cracknell             | Robert Hardy        |
| 1966 | David Copperfield                         | Cristóbal Guardia             | Ian McKellen        |
| 1969 | David Copperfield                         | Alastair Mackenzie            | Robin Phillips      |
| 1974 | David Copperfield                         | David Yelland                 | Jonathan Kahn       |
| 1986 | David Copperfield                         | Nolan Hemmings / David Dexter | Colin Hurley        |
| 1993 | David Copperfield                         | Julián Lennon (voz)           | Julián Lennon (voz) |
| 1999 | David Copperfield                         | Daniel Radcliffe              | Ciarán McMenamin    |
| 2000 | David Copperfield                         | Max Dolbey                    | Hugh Dancy          |
| 2019 | La historia personal de David Copperfield | Jairaj Varsani                | Dev Patel           |